# Отепяе (село)
О́тепяе (ест. Otepää küla) — село в Естонії, у волості Отепяе повіту Валґамаа.

## Населення
Чисельність населення на 31 грудня 2011 року становила 291 особу.

## Географія
Село розташоване в північно-східному передмісті Отепяе.

## Історія
З 4 червня 1992 року по 22 жовтня 1999 року село Отепяе — адміністративний центр волості Пюгаярве.